# Sarwar
Sarwar är en ort i Ajmer i Indien. Den hade 20 372 invånare år 2011.